# Bands Reunited
Bands Reunited (Regresos de Bandas) fue un programa de televisión producido por VH1 en el 2004. Conducido por Aamer Haleem, el show documentaba el intento de volver a juntar un grupo anteriormente popular para un concierto especial, en Londres o en Los Ángeles.
El show normalmente consistía en el equipo del programa inicialmente tratando de encontrar a los exmiembros de la banda (a veces disfrazados al principio) uno por uno, y convenciéndolos en aceptar para un único concierto; los miembros eran "contratados" firmando un álbum por su banda original. Los miembros eran entonces entrevistados, usualmente enfocándose en las razones del rompimiento. El segmento final consistía en el reencuentro formal de la banda en el estudio para ensayos, y una articulada entrevista de porqué el grupo se había separado. Si el reencuentro era exitoso, el episodio terminaba con la interpretación final.
En el 2005, VH1 intentó volver a juntar a la banda británica The Smiths, pero el programa abandonó su intento después de que Aamer Haleem no logró convencer a Morrissey.

## Bandas que aparecieron
Nota: También se muestran los grupos que hicieron la interpretación de reencuentro.
| Banda                     | Formación | Disolución | Resultado |
| ------------------------- | --------- | ---------- | --- |
| A Flock of Seagulls       | 1979      | 1986       | Todos los miembros se volvieron a juntar e interpretaron "I Ran" & "Space Age Love Song" |
| ABC                       | 1980      | 1990       | Sólo Martin Fry y David Palmer se volvieron a juntar e interpretaron con Nick Beggs de Kajagoogoo |
| The Alarm                 | 1981      | 1992       | Todos los miembros se volvieron a juntar e interpretaron "68 Guns" |
| Berlín                    | 1982      | 1987       | Todos los miembros se volvieron a juntar (excepto Rob Brill)e interpretaron "The Metro". |
| Dramarama                 | 1983      | 1994       | Todos se volvieron a juntar e interpretaron "Anything, Anything (I'll Give You)", inspiraron a la banda a re-integrarse permanentemente. |
| The English Beat          | 1978      | 1983       | David Steele y Andy Cox se negaron a participar, los miembros restantes se volvieron a juntar. |
| Extreme                   | 1985      | 1996       | Nuno Bettencourt se negó a ser filmado en cámara. Después de una conversación con Gary Cherone (quien no estaba seguro de participar tampoco), decidieron que no era un buen momento para volver a juntarse. Desde entonces, se volvieron a juntar en 2004 y en 2006. |
| Frankie Goes to Hollywood | 1980      | 1987       | Todos se volvieron a juntar, pero Holly Johnson se negó a interpretar. |
| Haircut 100               | 1981      | 1983       | Todos los miembros se volvieron a juntar. |
| Information Society       | 1982      | 1997       | Todos se volvieron a juntar menos Kurt Harland, a pesar de haber confirmado su asistencia. No hubo interpretación. La banda se reintegró en 2006 gracias a Paul Robb y a James Cassidy, con Harland participando ocasionalmente. |
| Kajagoogoo                | 1981      | 1986       | Todos los miembros se volvieron a juntar. |
| Klymaxx                   | 1979      | 1990       | Todos los miembros se volvieron a juntar, pero Cheryl Cooley no quiso participar de la interpretación debido a problemas entre ella y los otros miembros de la banda por empezar su nueva versión de Klymaxx sin permiso. Los miembros originales se reintegraron y se encuentran interpretando desde el 2006. |
| The Motels                | 1971      | 1987       | Todos los miembros se volvieron a juntar. |
| New Kids on the Block     | 1984      | 1994       | Jonathan Knight y Jordan Knight aceptaron volver a juntarse pero Joe McIntyre, Donnie Wahlberg, y Danny Wood no participaron del regreso. Wahlberg y Wood se negaron a entrevistas frente a la cámara. Se volvieron a juntar de nuevo en 2008, grabando un nuevo álbum. |
| Romeo Void                | 1979      | 1985       | El saxofonista original, Benjamin Bossi no pudo interpretar, debido a pérdida de audición. Sin embargo, se encontró con sus compañeros y miró la grabación del reencuentro de la banda. |
| Scandal                   | 1981      | 1985       | Todos los miembros sobrevivientes se volvieron a juntar. El bajista Ivan Elias murió de cáncer en 1995. Kasim Sulton (Utopia) tocó el bajo en el reencuentro. |
| Squeeze                   | 1974      | 1999       | No se volvieron a juntar después de que Glenn Tilbrook expresara reservas, y de que Jools Holland se negara a participar. Extrañamente, después de que Holland dijo que no, el show no buscó a ninguno de los teclistas que habían reemplazado a Holland durante la primera etapa de la banda: Paul Carrack, Don Snow, o Steve Nieve. Squeeze se reintegró en 2007 con una alineación nueva, incluyendo a los miembros originales Chris Difford, Glenn Tilbrook y el bajista de los tempranos 80, John Bentley. |
| Vixen                     | 1980      | 1991       | Todos los miembros se volvieron a juntar. |

## Críticas del show
La naturaleza artificial de algunas partes del show y los arreglos transaccionales detrás de éste fueron criticados. Kurt Harland de Information Society detalló sus propias experiencias negativas con el programa, y la diferenciación de éstas con los eventos mostrados al aire, en su sitio web.  (En inglés).
- Datos: Q4854705